# Sera sul Sile
Sera sul Sile è un dipinto di Beppe Ciardi. Eseguito verso il 1925, appartiene alle collezioni d'arte della Fondazione Cariplo.

## Descrizione
L'opera, caratterizzata da un particolare effetto di luce, appartiene a quel filone di paesaggi di campagna che Ciardi realizzò nella zona del Sile (a Quinto possedeva infatti una casa).